# Valle delle Messi
La valle delle Messi è una convalle camuna.
Essa si stende a nord di Ponte di Legno, salendo dalla località di S. Apollonia (1.500 m) fino al Passo di Pietra Rossa (2.963 m), passando per il passo Gavia (2.612 m).
In Inverno si formano delle cascate di ghiaccio adatte per l'Ice Climbing, sport sempre più diffuso in Val Camonica:
- Mantide: cascata di 5+ aperta da Roberto Parolari, 50 metri[1]
- La Pulce: cascata di 5, aperta da Alessandro Arrigoni, 60 metri[2]